# Zbór Kościoła Adwentystów Dnia Siódmego w Szczytnie
Zbór Kościoła Adwentystów Dnia Siódmego w Szczytnie – zbór adwentystyczny w Szczytnie, należący do okręgu warmińsko-mazurskiego diecezji wschodniej Kościoła Adwentystów Dnia Siódmego w RP.
Pastorem zboru jest Juliusz Jankowski. Nabożeństwa odbywają w kościele przy ul. Sobieszczańskiego 12 każdej soboty o godz. 9.30.
Szczytnowski zbór adwentystyczny został założony w 1896 r.